# Jason Forrestal
Jason William Forrestal (* 15. August 1969 in Aurora (Illinois)) ist ein ehemaliger US-amerikanisch-albanischer Basketballspieler.

## Werdegang
Forrestal war in den Vereinigten Staaten Basketballspieler am Illinois Benedictine College (später Benedictine University) und stand zum Zeitpunkt seines Weggangs in der ewigen Korbjägerliste der Hochschulmannschaft auf dem dritten Rang. Als Berufsbasketballspieler war er von 1991 bis 1993 in Luxemburg tätig, dann stand er bis 1995 in Österreich beim TV Aflenz unter Vertrag, aus dem später die Kapfenberg Bulls wurden. Forrestal fiel dort mit hohen Durchschnittswerten in Punkten und Rebounds auf, im Spieljahr 1993/94 erzielte er in der Bundesliga rund 29 Punkte je Begegnung.
Auch in Portugal erreichte er zwischen 1995 und 1997 wie zuvor in der österreichischen Bundesliga zweistellige Mittelwerte in Punkten und Rebounds. Hernach spielte Forrestal für RBC Pepinster in Belgien. 1998 wechselte er innerhalb des Landes zum Spirou BC Charleroi. Sein Spieljahr in Charleroi, in dem er mit der Mannschaft belgischer Meister und Pokalsieger wurde, war von Verletzungen überschattet. Er spielte hernach wieder in Portugal, zunächst bei Estrelas da Avenida, dann beim Clube Portugal Telecom. Mit Portugal Telecom gewann Forrestal die portugiesische Meisterschaft sowie den Pokalwettbewerb.
Nach einem Zwischenhalt in Frankreich kehrte Forrestal 2002 nach Österreich zurück, spielte in Kapfenberg. Mit der Mannschaft wurde er 2003 und 2004 Staatsmeister. Im Eurocup gelang Forrestal während der Saison 2003/04 ein Mittelwert von 10 Rebounds je Begegnung. Unter Trainer Robert Gonnen gewann er mit den Swans Gmunden 2005 erneut den Meistertitel. Forrestal wechselte innerhalb des Landes nach St. Pölten.  Von 2006 bis 2008 spielte Forrestal erneut in Kapfenberg, dann beim UBSC Raiffeisen Graz sowie bis 2012 beim BK Mattersburg.
Als Trainer wurde er beim Nachwuchsmodell Kapfenberg tätig, des Weiteren arbeitete er als Englischlehrer.